# Myiagra cervinicauda
Monarca-de-makira ou papa-moscas-de-makira (Myiagra cervinicauda) é uma espécie de ave da família Monarchidae. Ela é endémica das Ilhas Salomão.
Os seus habitats naturais são: florestas subtropicais ou tropicais húmidas de baixa altitude.
Está ameaçada por perda de habitat.